# Easy Listening
Easy Listening (englisch „leichtes Zuhören“) ist Musik, die nebenbei laufen kann und unterschiedliche Funktionen erfüllen soll: Zerstreuung, Ablenkung, Entspannung (Gastronomie), Deeskalation (Psychiatrische Klinik), Stimmungsaufhellung (Altersheim), aber auch Motivation, Aktivität, Kaufbereitschaft. Bei Radioprogrammen wird diese Ausrichtung auch als Middle of the Road bezeichnet.
Der Begriff fällt – zusammen mit den teilsynonymen Begriffen „Ambient Music“ (nicht zu verwechseln mit dem Genre Ambient aus der elektronischen Musik) und Muzak – als eine Unterkategorie in den Sammelbegriff der Unterhaltungsmusik.
Grundsätzlich handelt es sich bei Easy Listening um Instrumentalmusik der 1950er bis 1970er Jahre, bzw. noch genretypischer um untextiert vokalisierte Musik („da-ba-dap!“, „shoo-bee-doo!“ etc.), oft nach Vorlagen bekannter Songs (Evergreens), etwas seltener instrumentaler Werke, mit fließenden Streicher-Arrangements, meist mit indirektem Klangcharakter, großen Hallräumen und ggf. anderen psychedelischen Effekten.
Gerade dadurch, dass aus ohnehin schon sehr eingängiger Popmusik auch noch der Text weggelassen wird (durch gewissermaßen infantile Lautbildungen ersetzt – „La-la-la!“), tritt die Funktion der (mentalen) Entspannung besonders in den Vordergrund.

## Geschichte

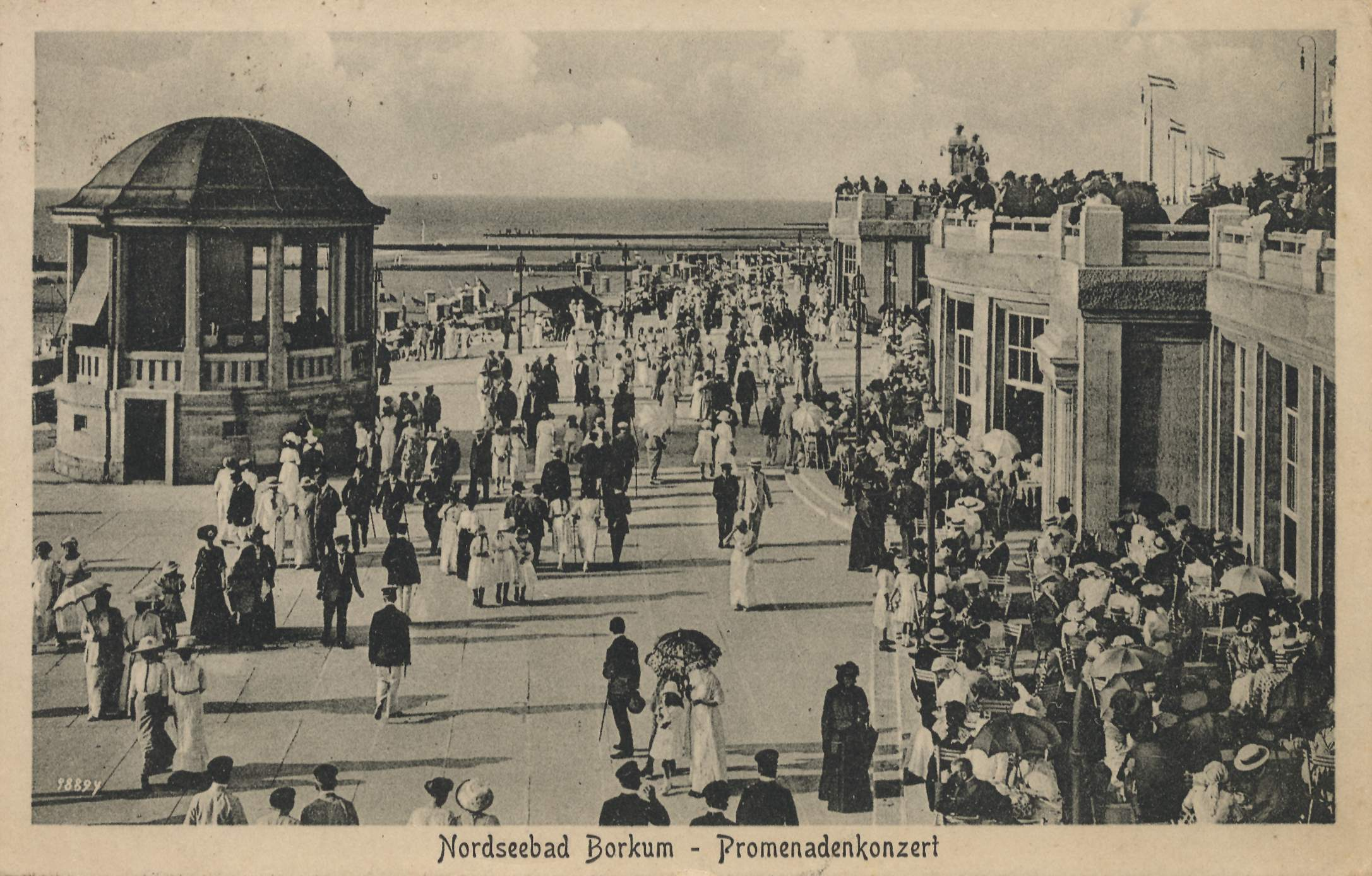
Easy-Listening-Konzert für Strandurlauber auf Borkum (1921)

Easy Listening im heute landläufigen Sinn grenzt ein Genre ab, das für die 1950er, 1960er und 1970er Jahre mit den neuen technischen Möglichkeiten der Tonstudios dieser Zeit typisch ist. Easy Listening wird zwar im Wesentlichen für die elektronische Verbreitung produziert, zielt aber hauptsächlich nicht auf Chart-Erfolge, sondern wird eher für den subtilen Alltagsgebrauch im weitesten Sinne erzeugt (Supermärkte, Kaufhäuser, Gastronomie, Hintergrundmusiken im Rundfunk), bringt selten erfolgreiche Originalkompositionen hervor und greift bereits erfolgreiche Themen auf.
Unter anderem durch geschicktes Marketing gelang es Musikern wie James Last und seinem Orchester, ins Bewusstsein einer Käuferschicht zu gelangen und Millionen-Erfolge zu erzielen, bzw. überhaupt gezielte Plattenverkäufe und großangelegte Tourneen zu veranstalten. Dabei bot sich in der Funktion als Dauerbeschallung die bevorzugte Darreichungsform als Potpourri („Karneval-A-Gogo“, „Schlager-Parade“, „Polonäse Blankenese“ etc.) an.
Easy Listening ist teilweise synonym in Gebrauch mit dem Begriff der Muzak, allerdings tendiert letzterer Begriff heute eher dazu, als digital produzierte Musik (Synthesizer und Sample Player) belegt zu sein (Rundfunk-Musiken der 1980er Jahre, und vor allem Computer-Spiel-Musik der 1980er und 1990er Jahre).
Easy Listening sollte aber nicht kurzerhand synonym gesetzt werden mit „Unterhaltungsmusik“ im weitesten Sinne (vom Divertimento bis zum Klingelton), oder mit Weiterentwicklungen wie die elektronische Ambient-Musik.
Easy Listening wird auch zur gezielten, aber unmerklichen Beeinflussung in bestimmten Umgebungen wie Hotelfahrstühlen (daher der abschätzige Begriff „Elevator Music“), Kaufhäusern und Einkaufszentren eingesetzt und hat daher einen negativen Ruf erhalten.
Seit den 1990er Jahren wird die begriffsprägende Funktion des Easy Listening (unbewusstes, bzw. unterbewusstes Hören) unter neuen Vorzeichen (z. B. Minimal Music, Drone, Krautrock, Reggae) aufgegriffen und beeinflusst musikalische Genres wie Ambient, Lounge-Musik, Smooth Jazz und Exotica. In dieser Zeit wurden psychedelische Elemente des Easy Listening auch von Bands und Künstlern wie Air, Röyksopp, Stereolab, The Cardigans oder Beck aufgegriffen, oftmals als mit einem ironischen Unterton, aber vor allem, um ihrer Klangästhetik eine gewisse „Retro-Note“ im Stile der psychedelischen Musik der 1960er Jahre zu verleihen.
Wesentlich anders ist bei der „Ambient Music“ der Aspekt einer „unbewussten Konzentration“ (Trance-artige Wirkungen) im Gegensatz zum gerade „zerstreuenden“ Charakter des Easy Listening. Ambient Music fördert also eher „konzentriertes Denken“ (Hören während des Lernens, Nachdenkens, bei der Diskussion, bei Rauschmittelkonsum), während Easy Listening demnach eher auf „Gedankenlosigkeit“, bzw. „Sorglosigkeit“ abzielt (s. James Last, Karnevalspottpourries etc.). Easy Listening füllt das soziale oder psychische Vakuum („peinliche Stille“ z. B. bei der Fahrstuhlfahrt oder auf öffentlichen Toiletten) mit simplen Motiven und maximal erwartungsgemäßen Phrasen und dem Effekt der Wiedererkennung bekannter Themen auf. Typische Ambient Music bietet hingegen wiederum so wenig Substanz, bzw. Zusammenhang, dass die Musik praktisch sofort habituiert, aus dem Bewusstsein ausgeblendet wird (Habituation) und eigenen Gedanken Platz macht.

## Interpreten
- Komponisten wie Burt Bacharach oder Carsten Bohn
- Orchester wie Ray Conniff, Bert Kaempfert, Nelson Riddle Orchestra, Percy Faith, Billy Vaughn, Max Greger, Mantovani, André Kostelanetz, James Last, Helmut Zacharias, Martin Böttcher, Paul Mauriat, Raymond Lefèvre, Franck Pourcel, Frank Chacksfield, Herbert Rehbein, Berry Lipman
- Pianisten wie Roger Williams, Floyd Cramer, Richard Clayderman, Bradley Joseph, Ferrante & Teicher, Frank Mills und Yiruma
- Panflötisten wie Edward Simoni
- Gitarristen wie Duane Eddy oder Ricky King
- Blasmusiker wie Tijuana Brass, Horst Fischer in seiner späteren Schaffenszeit, Jean-Claude Borelly
- Gesangsgruppen wie die Swingle Singers
- Akkordeonisten wie John Serry[2]